# Harvest, Alabama
Harvest je naselje, ki se nahaja v okrožju Madison v ameriški zvezni državi Alabama.
Leta 2000 je naselje imelo 3.054 prebivalcev na 32,2 km².